# 多節棍
多節棍（たせつこん）とは、棍棒の形態の一種。
フィクションでも扱われることがあるが、実在する武器である。ここでは、現実の多節棍についてのみ述べる。
複数の棍棒を、紐、または鎖で繋いだ武器で、中国武術、唐手などにみられる。木製、金属製のものが多い。映画の影響で一気に有名となった二節棍（双節棍を含む）や三節棍も、多節棍の一種である。

## 多節棍の種類

### 二節
- ヌンチャク・双節棍
- 梢子棍
  - 双短梢子棍
  - 長梢子棍　回族の中で発達した心意六合拳では、長大な梢子棍を扱う。

### 三節
- 三節棍

### 四節
- 四節棍　沖縄（琉球）の古流武術で用いられる。各部位の長さは短い。

### 七節
- 七節棍　沖縄の古流武術で用いられる。ノンフィクション作品の中にもしばしば登場する。